# Matthias Jacob
Matthias Jacob   (Tambach-Dietharz, 2 d'abril de 1960) és un biatleta alemany, ja retirat, que va competir sota bandera de la República Democràtica Alemanya, durant la dècada de 1980. Està casat amb la també biatleta Carola Anding.
El 1984 va prendre part als Jocs Olímpics d'Hivern de Sarajevo, on va disputar dues proves del programa de biatló. En els 10 quilòmetres esprint guanyà la medalla de bronze, mentre en els relleus 4×7,5 quilòmetres fou quart. Quatre anys més tard, als Jocs de Calgary, fou cinquè en els relleus 4×7,5 quilòmetres i novè en els 20 quilòmetres.
En el seu palmarès també destaquen set medalles al Campionats del món de biatló, tres d'or i quatre de plata, entre les edcions de 1981 i 1987. El 1982 fou segon a la Copa del Món de biatló i el 1986 tercer. En aquesta competició guanyà cinc curses.